# Monthly Afternoon
Monthly Afternoon (яп. 月刊アフタヌーン, Gekkan Afutanūn) — щомісячний японський журнал сейнен-манґи видавництва Kodansha. У кожному його номері зазвичай міститься по главі близько тридцяти серій різних авторів, і загальний обсяг журналу сягає 800 сторінок. В Аfternoon друкувалося багато успішних серій, як-от Aa! Megami-sama і Blade of the Immortal. Є частиною серії журналів «1day», разом з Morning і Evening.

## Історія
Журнал був заснований як дочірній журнал Morning тим самим видавцем. За словами Фредеріка Л. Шодта, історії, які не переконували редакторів Morning, часто потрапляли в Afternoon.
Багато художників, які працювали в журналі, раніше публікували аматорські додзінсі та зазнали впливу лолікон-манґи.
З 1999 по 2002 рік Afternoon Season Zōkan виходив як щоквартальний допоміжний журнал Afternoon. Після призупинення виходу журналу деякі його серії, як-от Mushishi та Mokke, були перенесені в Afternoon.

## Нагорода новачка
З 1987 року журнал вручає нагороду для новачків Afternoon Shiki Shō. У 2000 році Kodansha опублікували у книзі добірку переможців премії.

## Обіг і демографія
Як і у більшості великих журналів про манґу, тираж журналу зменшувався з 1990-х років:
- 2004: 144 500[6]
- 2005: 133 800[6]
- 2006: 127 400[7]
- 2007: 119 666[8]
- 2016: 69 310[2]

Наприкінці 1990-х редакція журналу здогадалася, що близько третини читачів можна назвати отаку.

## Найпопулярніші серії манґи, видані в журналі
- Yokohama Kaidashi Kikou
- Eden: It's an Endless World!
- Моя богиня!
- Genshiken
- Блам!
- The Place Promised in Our Early Days
- Voices of a Distant Star
- Blade of the Immortal
- Mushishi
- Nazo no Kanojo X
- Сага про Вінланд
- Mokke
- Shion no Ou
- Gunsmith Cats
- Паразит
- Hōseki no Kuni